# Плавица
Пла̀вица (на македонска литературна норма: Плавица) е средновисока вулканична планина, разположена в североизточната част на Северна Македония.

## Местоположение
Плавица се намира в източната част на Република Северна Македония и на практика е най-югозападното разклонение на Осогово. По нея минава границата между Кратовско на север и Пробищипско на юг и съответно вододелът между басейна на Крива река и Брегалница.

## Географска характеристика
Плавица е палеовулканична планина, висока 1297 m – най-внушителният палеовулканичен център в източната част на страната. От южната страна изглежда като вулканичен кратер, който се издига 400 – 500 m над околния релеф и има диаметър от 3 – 4 km. Около главния куп се издигат концентрично няколко по-малки възвишения, които представляват паразитни купчини с височина от 50 до 150 m. По склоновете на Плавица, които са изградени от андезитни скали, дацити, игнимбрити и туфи, има следи от потоци от лава, особено в южна и югоизточна посока. Според лавовия и пирокластичен материал тук са се сменяли фази на спокойствие и експлозивни изригвания, а самата чаша е от тип страто. Високата част на Плавица (над 1000 m) има полукръгла форма и е разрушен и променен кратер, по-точно ерозивна калдера. Тази калдера от северната страна е пресечена и значително разрушена от изворните дялове на левите притоци на Кратовската река (Шлеговската река), от западната страна – от изворните дялове на Кундинската река, а от южната страна е дълбоко врязана (ерозирана) от Марчинската и Добревската река.
Около Плавица има няколко паразитни вулканични купове, а именно: Марчинска чука (1044 m), Уши (1205 m) източно от Плавица, Гро (1023 m) над селото Приковци, Кундинска чука (817 m) източно от селото Кундино, Баба (908 m) при Шлегово. Тези вулканични купове заедно с Плавица правят сложна пръстеновидна структура с площ от почти 30 km2. Вторичните купове показват голямата продължителност и полифазния характер на вулканичните изригвания и тяхното изместване. На някои от тях могат да се видят следи от поток от лава, обикновено в посока на най-големия склон. Тези паразитни купчини днес са доста заоблени и понижени.
Най-вероятно вулканизъмът тук започва през олигоцена. Андезитите и туфите от околните паразити купове (Марчинска чука и куповете около Шлегово и Приковци) са от горния миоцен или долния плиоцен, тъй като ги пробиват езерните миоценски седименти южно от Плавица. Това означава, че по време на езерната фаза е имало силна вулканична дейност.

## История
В Плавица се водят две големи сражения на български чети с османски части – едното в 1903 година по време на Илинденско-Преображенското въстание, а другото през Балканската война в 1912 година.